# 2012년 대한민국의 주말 흥행 1위 영화 목록
다음은 2012년 대한민국에서 주말(금요일 ~ 일요일) 간 박스오피스 1위를 달성한 영화의 목록이다.
| #  | 날짜             | 영화                                  | 수입 (단위: ₩) | 비고     |
| -- | ---------------- | ------------------------------------- | -------------- | -------- |
| 1  | 2012년 1월 8일   | 《미션 임파서블: 고스트 프로토콜》    | 4,266,042,500  |          |
| 2  | 2012년 1월 15일  | 《장화신은 고양이》                   | 5,323,899,000  |          |
| 3  | 2012년 1월 22일  | 《댄싱퀸》                            | 3,984,530,000  |          |
| 4  | 2012년 1월 29일  | 《부러진 화살》                       | 7,340,703,500  |          |
| 5  | 2012년 2월 5일   | 《범죄와의 전쟁: 나쁜 놈들 전성시대》 | 6,647,192,500  |          |
| 6  | 2012년 2월 12일  | 《범죄와의 전쟁: 나쁜 놈들 전성시대》 | 4,021,966,500  |          |
| 7  | 2012년 2월 19일  | 《하울링》                            | 2,826,763,000  |          |
| 8  | 2012년 2월 26일  | 《범죄와의 전쟁: 나쁜 놈들 전성시대》 | 4,523,004,000  |          |
| 9  | 2012년 3월 4일   | 《러브픽션》                          | 4,781,814,500  |          |
| 10 | 2012년 3월 11일  | 《화차》                              | 4,355,038,500  |          |
| 11 | 2012년 3월 18일  | 《화차》                              | 4,287,346,500  |          |
| 12 | 2012년 3월 25일  | 《건축학개론》                        | 4,287,346,500  |          |
| 13 | 2012년 4월 1일   | 《건축학개론》                        | 4,333,055,500  |          |
| 14 | 2012년 4월 8일   | 《건축학개론》                        | 3,476,485,000  |          |
| 15 | 2012년 4월 15일  | 《배틀쉽》                            | 5,068,011,000  |          |
| 16 | 2012년 4월 22일  | 《배틀쉽》                            | 3,938,553,000  |          |
| 17 | 2012년 4월 29일  | 《어벤져스》                          | 12,015,019,500 |          |
| 18 | 2012년 5월 6일   | 《어벤져스》                          | 12,073,850,500 |          |
| 19 | 2012년 5월 13일  | 《어벤져스》                          | 8,268,143,500  |          |
| 20 | 2012년 5월 20일  | 《내 아내의 모든 것》                 | 4,586,038,000  |          |
| 21 | 2012년 5월 27일  | 《맨 인 블랙 3》                      | 9,199,248,500  |          |
| 22 | 2012년 6월 3일   | 《맨 인 블랙 3》                      | 4,293,439,070  |          |
| 23 | 2012년 6월 10일  | 《후궁: 제왕의 첩》                   | 4,007,215,500  |          |
| 24 | 2012년 6월 17일  | 《후궁: 제왕의 첩》                   | 2,918,899,000  |          |
| 25 | 2012년 6월 24일  | 《미쓰GO》                            | 2,032,425,000  |          |
| 26 | 2012년 7월 1일   | 《어메이징 스파이더맨》               | 12,816,991,200 |          |
| 27 | 2012년 7월 8일   | 《연가시》                            | 8,229,252,164  |          |
| 28 | 2012년 7월 15일  | 《연가시》                            | 14,835,926,500 |          |
| 29 | 2012년 7월 22일  | 《다크 나이트 라이즈》                | 14,736,636,500 |          |
| 30 | 2012년 7월 29일  | 《도둑들》                            | 14,969,619,000 |          |
| 31 | 2012년 8월 5일   | 《도둑들》                            | 8,478,522,000  |          |
| 32 | 2012년 8월 12일  | 《도둑들》                            | 6,151,272,200  |          |
| 33 | 2012년 8월 19일  | 《도둑들》                            | 5,965,550,955  |          |
| 34 | 2012년 8월 26일  | 《이웃사람》                          | 4,092,164,500  |          |
| 35 | 2012년 9월 2일   | 《공모자들》                          | 3,909,676,000  |          |
| 36 | 2012년 9월 9일   | 《본 레거시》                         | 8,256,813,500  |          |
| 37 | 2012년 9월 16일  | 《광해, 왕이 된 남자》                | 8,909,536,269  |          |
| 38 | 2012년 9월 23일  | 《광해, 왕이 된 남자》                | 10,405,320,500 |          |
| 39 | 2012년 9월 30일  | 《광해, 왕이 된 남자》                | 6,279,135,500  |          |
| 40 | 2012년 10월 7일  | 《광해, 왕이 된 남자》                | 4,957,756,500  |          |
| 41 | 2012년 10월 14일 | 《광해, 왕이 된 남자》                | 3,972,238,500  |          |
| 42 | 2012년 10월 21일 | 《광해, 왕이 된 남자》                | 6,593,681,000  | 6주 연속 |
| 43 | 2012년 10월 28일 | 《007 스카이폴》                      | 7,468,291,500  |          |
| 44 | 2012년 11월 4일  | 《늑대소년》                          | 9,529,029,500  |          |
| 45 | 2012년 11월 11일 | 《늑대소년》                          | 6,398,893,000  |          |
| 46 | 2012년 11월 18일 | 《늑대소년》                          | 3,940,400,000  |          |
| 47 | 2012년 11월 25일 | 《늑대소년》                          | 4,965,718,000  |          |
| 48 | 2012년 12월 2일  | 《26년》                              | 4,965,718,000  |          |
| 49 | 2012년 12월 9일  | 《26년》                              | 4,523,326,000  |          |
| 50 | 2012년 12월 16일 | 《호빗: 뜻밖의 여정》                 | 7,833,475,566  |          |
| 51 | 2012년 12월 23일 | 《레 미제라블》                       | 5,861,337,000  |          |
| 52 | 2012년 12월 30일 | 《타워》                              | 6,453,964,500  |          |

## 참고 자료
- KOFIC 영화진흥위원회 주간/주말 박스오피스 참고